# آرامباگاما
آرامباگاما (به لاتین: Arambagama) یک منطقهٔ مسکونی در سری‌لانکا است که در استان مرکزی (سری‌لانکا) واقع شده‌است.